# Оноє-Мару
Оноє-Мару (Onoe Maru) — транспортне судно, яке під час Другої світової війни взяло участь в операціях японських збройних сил в Індонезії, на Соломонових островах та в архіпелазі Бісмарка.

## Передвоєнна служба
Оноє-Мару спорудили в 1940 році на корабельні Harima Shipbuilding and Engineering в Айой на замовлення компанії Nippon Yusen.
16 серпня 1941-го Оноє-Мару реквізували для потреб Імперського флоту Японії. З 5 по 19 жовтня на корабельні Mitsubishi Heavy Industries у Кобе воно пройшло модернізацію в судно для транспортування амуніції.

## Перші операції
10—14 грудня 1941-го судно доправило 4500 тонн озброєння та припасів із Куре до Мако (важлива база японського ВМФ на Пескадорських островах у південній частині Тайванської протоки).
19 лютого 1942-го Оноє-Мару вийшло з порту Такао (наразі Гаосюн на Тайвані) та 3 березня прибуло в затоку Старинг (південно-східне завершення острова Сулавесі поблизу міста Кендарі). Тут воно поповнило боєзапас цілого ряду кораблів, зокрема лінкора «Хіей», важких крейсерів «Тоне» і «Тікума». 28 березня судно полишило Сулавесі та 6 квітня прибуло до Куре.

## Операція проти атола Мідвей
1 червня 1942-го Оноє-Мару прибуло на атол Трук на сході Каролінських островів (ще до війни тут була створена потужна база ВМФ, де мало поповнювати боєзапас кораблів, залучених до операції проти атола Мідвей.
Втім, операція завершилась катастрофічною поразкою, а Оноє-Мару вже у середині червня був у Куре.

## Рейс до архіпелагу Бісмарка
На початку серпня 1942-го союзники здійснили висадку на острові Гуадалканал, що започаткувало важку шестимісячну битву. Як наслідок, 16 серпня Оноє-Мару вийшло з порту Хашираджима та попрямувало до південно-східного сектору бойових дій.
На початку жовтня Оноє-Мару перебувало на Труці, звідки 13 жовтня вирушило разом зі ще двома транспортами під охороною есмінця «Юзакі». На переході конвой розділився — два транспорти попрямували до Кавієнгу (а потім до Рабаулу), тоді як есмінець повів Оноє-Мару до якірної стоянки Шортленж — прикритої групою невеликих островів Шортленд акваторії біля південного завершення острова Бугенвіль, де зазвичай відстоювались легкі бойові кораблі перед рейдами далі на схід Соломонових островів. 18 жовтня Оноє-Мару прибуло до місця призначення, де, ймовірно, провадило перевантаження боєприпасів.
Близько опівдня 22 жовтня Оноє-Мару перебувало поблизу мису Сент-Джордж (південне завершення острова Нова Ірландія), дещо більше за сотню кілометрів від Рабаулу — головної передової бази японців у архіпелазі Бісмарка, з якої провадились операції на Соломонових островах та сході Нової Гвінеї. Тут його торпедував підводний човен Grayback, проте пошкодженому судну вдалось дойти до Рабаулу, де ремонтне судно Хаккай-Мару виконало певні відновлювальні роботи. 16 грудня 1942-го Оноє-Мару змогло прибути до Куре, де стало на капітальний ремонт, що тривав до 18 квітня 1943-го. Судно при цьому перекласифікували у звичайний допоміжний транспорт.

## Рейси до Мікронезії
20—28 квітня 1943-го Оноє-Мару в складі конвою № 420 перейшло з японського порту Саєкі на Палау (важливий транспортний хаб на заході Каролінських островів), звідки 8—12 травня пройшло на Трук. 21 травня воно вийшло звідси разом з конвоєм № 4521 та 30 травня прибуло до Йокосуки.
27 липня 1943-го Оноє-Мару покинуло Йокосуку у складі конвою № 3727 та 4 серпня знову опинилось на Труці. 13—17 серпня в конвої № 1133 судно перейшло до Рабаула.

## Останній рейс до архіпелагу Бісмарка
На початку листопада 1943-го Оноє-Мару перебувало в Рабаулі. 2 листопада на цю базу здійснили потужний наліт (75 бомбардувальників B-25 «Мітчелл» під прикриттям 70 винищувачів P-38 «Лайтнінг»). Один транспорт затонув, багато кораблів та суден, і в тому числі Оноє-Мару, зазнали пошкоджень.
25 листопада 1943-го Оноє-Мару покинуло Рабаул у складі конвою на Трук, котрий включав ще два судна та мисливець за підводними човнами CH-40 (крім того, до охорони загону залучали патрульну гідроавіацію). Конвой мав пройти через район на захід від острова Муссау (найпівнічніший в архіпелазі Бісмарка), де діяв підводний човен Raton. Із субмарини помітили ворожі судна та почали переслідування. Надвечір 26 листопада за дві з половиною сотні кілометрів на північний захід від Муссау Raton торпедував і потопив Оноє-Мару, загинув один член екіпажу. CH-40 контратакував глибинними бомбами, проте не лише не досяг успіху, але й сам зазнав певних пошкоджень внаслідок детонації. Надалі CH-40 підібрав із води 196 осіб та попрямував на Трук.